# Olimpia
Olimpia (nowogr. Αρχαία Ολυμπία, Archea Olimbia) – miejscowość w Grecji, na Peloponezie, w administracji zdecentralizowanej Peloponez, Grecja Zachodnia i Wyspy Jońskie, w regionie Grecja Zachodnia, w jednostce regionalnej Elida. Siedziba gminy Olimpia. W 2011 roku liczyła 835 mieszkańców.
W starożytności (od ok. XII w. p.n.e.) Olimpia (starogr. Ολυμπία, Olympía) była ośrodkiem kultu Zeusa. Od 776 roku p.n.e. miejsce  igrzysk olimpijskich. W 1989 roku stanowisko archeologiczne w Olimpii zostało wpisane na listę światowego dziedzictwa UNESCO.

## Geografia
Starożytna Olimpia położona jest na zachodnim Peloponezie, ok. 16 km od Morza Jońskiego i 60 km od Elidy, pomiędzy zbiegającymi się dwoma rzekami: Alfiosem (Alfejos) i Kladeosem, u stóp wzgórza Kronos (122,7 m).

## Historia
Tereny Olimpii zamieszkane były nieprzerwanie pomiędzy 2800 a 1100 p.n.e. – w okresie od wczesnej do późnej kultury helladzkiej. Pierwsze ślady kultu Pelopsa i jego żony Hippodamei pochodzą z okresu późnej kultury helladzkiej. Z tego samego (lub nawet wcześniejszego) okresu pochodzą ślady kultu Kronosa, Gai, Ejlejtyi i Temidy. Olimpia stała się centrum kultu Zeusa ok. X wieku p.n.e. po inwazji Dorów w XII w. p.n.e.; kult ten stale się rozwijał aż do początku VIII w. n.e. Nazwa Olimpia nawiązuje do Olimpu – siedziby Zeusa.
U stóp wzgórza Kronos nad Alfiosem (Alfejos) i Kladeosem znajdował się początkowo temenos, gdzie z czasem wzniesiono sanktuarium poświęcone Zeusowi – jego powstanie szacuje się na ok. 1000 p.n.e. Sanktuarium Zeusa stanowił ogrodzony, prostokątny 4-hektarowy święty gaj (gdzie posadzono m.in. oliwki, topole, dęby i sosny) zwany Altisem (od stgr. alsos = pol. drzewo). Początkowo (IX–VIII w. p.n.e.) w otoczonym murem sanktuarium znajdował się jedynie ołtarz Zeusa i Pelopejon – grób legendarnego Pelopsa.
Wokół sanktuarium odbywały się co cztery lata panhelleńskie igrzyska, zwane od tego miejsca olimpijskimi. Według lokalnego podania to Pelops miał zapoczątkować organizację igrzysk olimpijskich (grecki geograf Pauzaniasz uważał Heraklesa za inicjatora igrzysk). Pierwsze odnotowane igrzyska odbyły się w 776 p.n.e. a kolejne miały miejsce co cztery lata. W roku tym Ifitos – król Elidy, Kleostenes z Pizy i Likurg przywrócili organizację igrzysk w Olimpii po inwazji doryckiej i wprowadzili instytucję „świętego pokoju” (Ekechejria). „Święty pokój” ogłaszano na 1 miesiąc na terenie całej ówczesnej Grecji, święty stawał się wówczas również teren wokół Altisu – nie wolno było wnosić tu broni. Igrzyska obejmowały wówczas jedną dyscyplinę – bieg na dystansie jednego stadionu.
Coraz popularniejsze olimpiady zapoczątkowały rozkwit Olimpii, która stała się panhelleńskim ośrodkiem religijnym. W VII w. p.n.e. zwiększono liczbę dyscyplin olimpijskich – dodano m.in. bieg długodystansowy, pięciobój, zapasy, boks oraz wyścigi konno i wyścigi rydwanów. Okres szybkiego rozwoju sanktuarium przypadał na okres archaiczny, kiedy to wzniesiono monumentalne budowle, m.in. świątynię Hery (wczesny VI w. p.n.e.), prytanejon (ok. 475 p.n.e.), buleuterion (ok. 580 p.n.e.) i pierwszy stadion. Obok sanktuarium powstały liczne skarbce – łącznie w latach ok. 600–450 p.n.e. przynajmniej 15, z których najbardziej znany jest skarbiec Megaryjczyków, datowany na VI w. p.n.e. Jest to skromna budowla w stylu doryckim, reprezentująca typ świątyni między antami.
Na okres klasyczny (500–323 p.n.e.) przypada budowa świątyni Zeusa i nowego stadionu poza Altisem. Świątynia Zeusa została ukończona w ok. 456 p.n.e. – była to największa świątynia na Peloponezie. Wewnątrz świątyni znajdował się jeden z tzw. siedmiu cudów świata – 13-metrowy posąg Zeusa (ok. 430 p.n.e.) dłuta Fidiasza (ok. 490 p.n.e.–ok. 430 p.n.e.). Oprócz tego wzniesiono szereg innych budowli o niereligijnym charakterze (m.in. łaźnie, kolejne skarbce).
W dobie epoki hellenistycznej powstał Leonidajon – dom gościnny dla honorowych gości oraz Filipejon – świątynia ufundowana przez Filipa II Macedońskiego, a wokół sanktuarium kolejne obiekty sportowe: stadion na 45 tys. widzów, hipodrom, Metroon, gimnazjon z palestrą oraz łaźnie. W czasach Cesarstwa Rzymskiego sanktuarium zostało kilkakrotnie splądrowane, wzniesiono łaźnie, luksusowe wille i akwedukt. W latach 160–170 n.e. Olimpię odwiedził grecki geograf Pauzaniasz, który sporządził szczegółowe opisy sanktuarium za czasów jego największej świetności, poświęcając mu dwie z dziesięciu ksiąg swojego dzieła Periegesis tes Hellados (pol. „Wędrówki po Helladzie”). Jego opisy, obok wyników badań archeologicznych, posłużyły do budowy modeli sanktuarium.
Sanktuarium funkcjonowało w pierwszych latach chrześcijaństwa za panowania Konstantyna I Wielkiego. Ostatnie igrzyska odbyły się w Olimpii w roku 393, wkrótce potem w 394 roku Teodozjusz I Wielki wydał edykt zakazujący wszelkich świąt i uroczystości pogańskich. W roku 426 Teodozjusz II rozkazał zniszczenia Olimpii, m.in. spalono wówczas świątynię Zeusa. W połowie V w. w sanktuarium osiedliła się mała społeczność chrześcijańska i przekształciła warsztat Fidiasza w kościół. Trzęsienia ziemi w 551 i 552 roku dokonały kolejnych zniszczeń, m.in. świątynia Zeusa uległa częściowemu zawaleniu. Na przestrzeni wieków obszar sanktuarium wielokrotnie zalewały wody Kladeos i Alfios – sanktuarium przykryła warstwa piachu i szlamu o grubości 5–7m.

## Historia odkrycia Olimpii
W 1516 roku miejsce zbiegu rzek Alfios i Kladeos zostało oznaczone na mapie weneckiej jako Andilalo. Pod koniec wojny trzydziestoletniej, szwedzki dyplomata Matthias Palbitzki (1623–1677), podróżujący po Grecji w latach 1645–1648, był najprawdopodobniej pierwszym zachodnim Europejczykiem, który dotarł do Olimpii w 1647 roku. W 1723 roku, w liście do arcybiskupa Korfu, benedyktyński mnich i francuski paleograf Bernard de Montfaucon (1655–1741) wysunął propozycję odnalezienia Olimpii i przeprowadzenia prac wykopaliskowych. Pomysł ten nigdy jednak nie został zrealizowany. W latach 1728–1731, prace wykopaliskowe w Grecji prowadził na zlecenie króla Francji Ludwika XV francuski antykwariusz Michel Fourmont (1690–1746), który został odwołany do Paryża zanim rozpoczął prace na granicy Arkadii i Elidy. Kolejnym uczonym z zamiarem odkrycia Olimpii był niemiecki historyk sztuki i archeolog Johann Joachim Winckelmann (1717–1768), którego plany przekreśliła jego nagła śmierć z rąk mordercy. Kolejne wyprawy do Grecji zorganizowało w latach 60. XVIII w. brytyjskie Towarzystwo Dyletantów (ang. Society of Dilettanti). Pierwsza wyprawa, pod kierownictwem angielskiego antykwariusza Richarda Chandlera (1737–1810), odbyła się w 1764 roku, po której nastąpiła druga w 1766 roku. Podczas drugiej wyprawy, bazując na opisie Pauzaniasza, poszukiwania Olimpii zakończyły się sukcesem. Sanktuarium zostało odkryto ponownie w 1766 roku a zidentyfikował je Richard Chandler, który odkrył ruiny świątyni Zeusa Olimpijskiego – pozostałości naosu i dorycki kapitel.
Ponieważ antyczna Olimpia była w ruinie, pierwsze nowożytne igrzyska olimpijskie zorganizowano w 1896 roku w Atenach.

## Stanowisko archeologiczne w Olimpii
W XIX i XX wieku w Olimpii prowadzono systematyczne prace archeologiczne. W 1829 roku francuska ekspedycja do Morei (fr. Expédition de Morée) przeprowadziła pierwsze prace archeologiczne, odkrywając częściowo świątynię Zeusa i zabierając fragmenty frontonów do muzeum w Luwrze.
Od 1875 roku wykopaliska prowadzone są przez Niemiecki Instytut Archeologiczny (niem. Deutsches Archäologisches Institut, DAI). Pierwsze prace prowadzono pod kierunkiem Ernsta Curtiusa (1814–1896) i Friedricha Adlera (1827–1908). Pierwsza wyprawa odbyła się w latach 1875–1876, kiedy to odkryto pozostałości posągu Nike. Podczas drugiej wyprawy w latach 1876–1877 odkryto m.in. rzeźbę Hermesa z małym Dionizosem, podczas trzeciej – w latach 1877–1878 odkryto m.in. Filipejon, podczas czwartej – w latach 1878–1879 m.in. prytanejon oraz pelopejon a w trakcie piątej wyprawy w latach 1879–1880 odnaleziono m.in. leonidajon. Szósta, ostatnia wyprawa w latach 1880–1881 poświęcona była katalogowaniu znalezisk.
W 1989 roku stanowisko archeologiczne w Olimpii zostało wpisane na listę światowego dziedzictwa UNESCO.

Sanktuarium w Olimpii
1: Północno-wschodnie propyleje;
2: Prytanejon;
3: Filipejon – świątynia Filipa II Macedońskiego;
4: Świątynia Hery;
5: Pelopejon – grób legendarnego Pelopsa;
6: Nimfajon;
7: Metroon – świątynia Matki Bogów;
8: Zanes – brązowe posągi Zeusa;
9: Kryptoportyk z I w. n.e. łączący Altis ze stadionem;
10: Stadion;
11: Stoa Echo;
12: Gmach Ptolemeusza II Filadelfosa i Arsinoe I;
13: Stoa Hestii;
14: Budynki hellenistyczne;
15: Świątynia Zeusa;
16: Ołtarz Zeusa;
17: Dar wotywny Achajów;
18: Dar wotywny Mikytosa;
19: Nike Pajoniosa;
20: Gimnazjon;
21: Palestra;
22: Teokleon – mieszkania kapłanów;
23: Heroon;
24: Warsztat Fidiasza;
25: Łaźnie Kladeos;
26: Łaźnie greckie;
27 i 28: domy gościnne;
29: Leonidajon;
30: Łaźnie południowe;
31: Buleuterion;
32: Południowe stoa;
33: Willa Nerona.
Skarbce
I: skarbiec Sikionu;
II: skarbiec Syrakuz;
III: skarbiec Epidamnos;
IV: skarbiec Byzantionu;
V: skarbiec Sybaris;
VI: skarbiec Cyreny;
VII: niezidentyfikowany;
VIII: ołtarz?;
IX: skarbiec Selinunt;
X: skarbiec Metapontum;
XI: skarbiec Megary;
XII: skarbiec Geli.

| Numer na planie | Zdjęcie (stan współcześnie) | Nazwa                                         | Rok budowy                  | Opis |
| --------------- | --------------------------- | --------------------------------------------- | --------------------------- | --- |
| 2               |                             | Prytanejon                                    | ok. 475 p.n.e.              | Wzniesiony na planie prawie kwadratu (32,65 m x 27,25 m) gmach dorycki z gankiem i westybulem, otwartymi dziedzińcami po bokach. W centralnym pomieszczeniu znajdował się najprawdopodobniej ołtarz Hestii. W gmachu urzędowali organizatorzy igrzysk i świętowano tu również zwycięstwa sportowców. |
| 3               |                             | Filipejon – świątynia Filipa II Macedońskiego | ok. 339 p.n.e. – 300 p.n.e. | Tolos z okrągłym naosem, z wejściem od zachodu, otoczony kolumnadą 18 kolumn jońskich; wewnątrz kolumnada z 9 kolumn korynckich. Wzniesiony przez Filipa II Macedońskiego (ukończony przez Aleksandra Wielkiego) dla uczczenia zwycięstwa w bitwie pod Cheroneą w 338 roku p.n.e. W środku stały chryzelefantynowe posągi Aleksandra Wielkiego, jego rodziców: Filipa II Macedońskiego i jego żony Olimpias oraz jego dziadków: Amyntasa III Macedońskiego i jego żony Eurydyki. |
| 4               |                             | Świątynia Hery                                | Wczesny VI w. p.n.e.        | Architekt nieznany. Gmach dorycki z okresu archaicznego, o wymiarach 19m × 50m, orientowany na osi wschód-zachód, z wejściem od wschodu tak, by promienie wschodzącego słońca oświetlały posąg Hery w środku. Wzniesiony z wapienia (fundamenty i podstawa), cegieł glinianych (partie środkowe) i drewna (partie górne i dach), o dachu krytym dachówką terakotową. Na środku frontonów znajdowały się okrągłe, terakotowe akroteriony w jaskrawych kolorach. Naos otaczały początkowo drewniane kolumny, wysokie na ponad 5 m – po sześć z przodu i z tyłu, i szesnaście po bokach. Kolumny drewniane wymieniano stopniowo na kolumny wapienne, przy czym każda kolumna odpowiadała stylistycznie epoce, w której dokonywano wymiany. |
| 5               |                             | Pelopejon                                     | ok. 600-500 p.n.e.          | Grób legendarnego Pelopsa – peribolos z propylonem, wewnątrz ołtarz herosa Pelopsa oraz posągi i topole. |
| 6               |                             | Nimfajon                                      | ok. 160                     | Nimfajon, znany jako eksedra Heroda Attyka, z prostokątnym zbiornikiem w części dolnej i owalnym w części górnej połączonymi apsydą. Ściana miała 15 niszy na posągi (inne źródła podają dwa rzędy po 11 nisz). Pośrodku owalnego zbiornika stał marmurowy posąg byka. Wodę do nimfajonu sprowadzał akwedukt ze źródła odległego o 4 km, woda spływała do basenu górnego a następnie brązowymi rynnami do zbiornika na dole, skąd była rozprowadzana rurami po sanktuarium. |
| 7               |                             | Metroon                                       | ok. 400–300 p.n.e.          | Dorycka świątynia dedykowana matce bogów Rei, później zwanej Kybele; gmach z kolumnadą 6 × 11 kolumn; naos otwarty na wschód do pronaosu zakończonego antami, po stronie zachodniej opistodomos również zakończony antami. |
| 8               |                             | Zanes – brązowe posągi Zeusa                  |                             | Rząd szesnastu piedestałów przy wejściu na stadion, na których stały brązowe posągi Zeusa ufundowane z kar nakładanych na zawodników za oszukiwanie podczas igrzysk. Żaden z posagów nie zachował się do naszych czasów. Według Pauzaniasza, pierwszy posąg został ustawiony w 388 p.n.e. po 98. igrzyskach, kiedy na jednego z zawodników – Eupolosa z Tesalii – została nałożona kara za przekupienie trzech swoich przeciwników w zawodach bokserskich. Posągi wykonane były przez najlepszych ówczesnych artystów, m.in. przez Kleona z Sykionu. Każdy posąg miał na piedestale tabliczkę z nazwiskiem winnego sportowca, co miało odwodzić innych zawodników od oszustw podczas igrzysk. |
| 9–10            |                             | Kryptoportyk i stadion (stadion III)          | ok. 775–350 p.n.e.          | Trzeci stadion w Olimpii usytuowany na wschód od Altisu, miejsce starożytnych igrzysk olimpijskich oraz Herajów – igrzysk dla kobiet. Pierwszy stadion z poł. VI w. p.n.e. zlokalizowany był na południe od wzgórza Kronos w granicach Altisu, po drugiej stronie jego zachodniego boku znajdował się ołtarz Zeusa. Drugi stadion wzniesiono na wschód od pierwszego – zbocze wzgórza zapewniało miejsce dla publiczności po stronie północnej a po stronie południowej wzniesiono widownię. Ostateczna formę stadion otrzymał w V w. p.n.e. – z uwagi na ogromną popularność igrzysk został przesunięty 82 m na wschód i 7 m na północ i otoczony ławami dla publiczności. Stadion mieścił ok. 45 tys. widzów. W poł. IV w. p.n.e. stadion został odgrodzony od Altisu nowo-wybudowaną stoe Echo. Całkowite wymiary stadionu to 212,54 m długości i 30–34 m szerokości, przy czym dwa kamienne znaczniki wyznaczały bieżnię – dystans stadionu równy 192,27 m, zaznaczając linie startu i mety. Na stronie południowej znajdowało się podium dla sędziów, a naprzeciwko, po stronie północnej, stał ołtarz Demeter. W okresie rzymskim stadion został poddany renowacji (stadion IV–V). Pod koniec III w. p.n.e. wzniesiono zadaszone wejście dla sportowców a po stronie zachodniej dodano monumentalny portyk – kryptoportyk. |
| 11              |                             | Stoa Echo                                     | ok. 350 p.n.e.              | Stoa z zewnętrzną kolumnadą, najprawdopodobniej koryncką, otwartą na zachód oraz wewnętrzną kolumnadą jońską. Nazywana w starożytności stoą Echo, ponieważ echo miało odpowiadać w jej wnętrzu siedem razy. Wzniesiona być może przez Filipa II Macedońskiego, wielokrotnie przebudowywana, zdobiona malowidłami. |
| 13              |                             | Stoa Hestii (Hellanodikeon)                   | ok. 375–350 p.n.e.          | Stoa na planie prostokąta, z zewnętrzną kolumnadą dorycką z trzech stron, w układzie 18 kolumn z przodu i 8 po bokach, otwartą na zachód. Wschodnia strona budynku mogła być poświęcona Hestii, nad którą później (w I w. p.n.e.) wzniesiono budynki hellenistyczne nieznanego przeznaczenia – ich pozostałości użyto do budowy willi Nerona. Następnie teren został wykorzystany do wzniesienia łaźni wschodnich. |
| 15              |                             | Świątynia Zeusa                               | ok. 470–456 p.n.e.          | Architekt – Libon z Elidy. Usytuowana w centrum sanktuarium świątynia dorycka, orientowana na osi wschód-zachód – największa na Peloponezie. Na krepidomie 6 kolumn z przodu i z tyłu, 13 po bokach. Kolumny wzniesione z wapienia, miały ponad 10 m wysokości a ich średnica przy bazie wynosiła 2,25 m. Trójnawowy naos otwarty na wschód, podzielony dwoma podwójnymi rzędami 7 kolumn na trzy nawy; pronaos i opistodomos zakończone antami. W środku, oddzielona od publiczności, stała statua Zeusa dłuta Fidiasza. Świątynia została spalona z rozkazu Teodozjusza II w 426 roku. Zniszczona w trzęsieniach ziemi w 551 i 552 roku. |
| 16              |                             | Ołtarz Zeusa                                  |                             | Obszar na planie prostokąta z ołtarzem usypanym z popiołu ze składanych ofiar. Ołtarz nie zachował się do naszych czasów – został zniszczony podczas akcji likwidacji Olimpii za czasów Teodozjusza I Wielkiego i Teodozjusza II. Według mitu, Zeus sam miał wskazać lokalizację ołtarza, ciskając piorun w wybrane miejsce. |
| 19              |                             | Piedestał Nike                                |                             | Masywny, dziewięciometrowy piedestał z inskrypcją wotywną z dedykacją posągu Nike Zeusowi Olimpijskiemu przez mieszkańców Mesenii i Nafpaktos po ich zwycięstwie nad Lakonią w II wojnie peloponeskiej (ok. 421 p.n.e.) i nazwiskiem artysty, który posąg wykonał – Pajonios z Mende. Druga inskrypcja Meseńczyków z ok. 135 p.n.e. znajduje się na prawym boku piedestału i upamiętnia arbitraż pomiędzy Meseńczykami a Lakończykami w sprawie o sporny teren na górze Tajget – Dentheliatis. Posąg Nike z Olimpii znajduje się obecnie w Muzeum Archeologiczne w Olimpii. |
| 20              |                             | Gimnazjon                                     | ok. 250 p.n.e.              | Gimnazjon złożony z czterech stoi; wody rzeki Kladoes zmyły część północną i zachodnią kompleksu. |
| 21              |                             | Palestra                                      | ok. 400–300 p.n.e.          | Perystyl otoczony portykiem kolumnowym 19 × 19 kolumn doryckich, wysypany piaskiem; pokoje dla zawodników we wszystkich czterech częściach budynku wokół perystylu. Po stronie południowej kolumnada 15 kolumn jońskich, po stronie północnej efebejon – pokój ćwiczeń z wewnętrzną kolumnadą 9 kolumn jońskich. Część kompleksu gimnazjonu, używana przez bokserów, zapaśników i skoczków do ćwiczeń. |
| 22              |                             | Theokoleon                                    | ok. 360 p.n.e.              | Budynek wzniesiony na planie prostokąta (prawie kwadratu) z dziedzińcem wewnętrznym, gdzie znajdowała się studnia. Osiem pomieszczeń w gmachu głównym i dwa w westybulu. Najprawdopodobniej kwatera kapłanów Olimpii – theokoloi. |
| 23              |                             | Heroon                                        | ok. 450 p.n.e.              | Budynek na planie prostokąta podzielony na trzy części, pierwotnie łaźnie. Wejście od zachodu z czterema kolumnami, od wschodu dwa pomieszczenia: okrągłe na północnym wschodzie – tolos o średnicy 8m i prostokątne na południowym wschodzie. Tolos poświęcony był nieznanemu herosowi, w środku znajdował się ołtarz z ziemi i popiołu pokrytych stiukiem. |
| 24              |                             | Warsztat Fidiasza                             | ok. 430 p.n.e.              | Dwupiętrowy, dwuizbowy budynek z wejściem od wschodu, wzniesiony poza sanktuarium naprzeciwko świątyni Zeusa. Podczas wykopalisk znaleziono tu wiele narzędzi oraz kubek z napisem „Fidiasz”. Tutaj Fidiasz miał stworzyć posąg Zeusa. W V w. wzniesiono tu kościół chrześcijański. |
| 25              |                             | Łaźnie Kladeos                                | ok. 100                     | Łaźnie wzniesione w okresie rzymskim nad brzegiem rzeki Kladeos po zachodniej stronie sanktuarium, w miejscu basenu „Łaźni Greckich” z V w. p.n.e. |
| 26              |                             | Łaźnie Greckie                                | ok. 480 p.n.e.              | Łaźnie z basenem po stronie południowo-zachodniej, wielokrotnie przebudowywane i rozbudowywane. Nazywane „Łaźniami Greckimi” dla odróżnienia od późniejszych łaźni z okresu rzymskiego; najprawdopodobniej opuszczone w okresie rzymskim. |
| 27–28           |                             | Domy gościnne                                 | ok. 170 p.n.e.              | Dwa domy gościnne wzniesione przez Rzymian dla widzów igrzysk. Kilka pokoi w obydwu domach miało podłogę wyłożoną mozaiką, której fragmenty zachowały się do naszych czasów. |
| 29              |                             | Leonidajon                                    | ok. 330 p.n.e.              | Dom gościnny dla honorowych gości sanktuarium, wzniesiony na planie prostokąta o wymiarach 75 m x 81 m, otoczony kolumnadą jońską z dziedzińcem wewnętrznym z kolumnami doryckimi. Nazwany Leonidajonem od imienia budowniczego Leonidasa z Naksos. |
| 30              |                             | Łaźnie południowe                             | III w.                      | Łaźnie południowe usytuowane po zachodniej stronie Leonidajonu, używane jako łaźnie do V wieku. Pierwsze łaźnie w Grecji z zastosowaniem rzymskiej technologii hypocaustum. Zachowały oryginalną wysokość i dach oraz częściowo mozaiki na podłogach. |
| 31              |                             | Buleuterion                                   | ok. 580 p.n.e.              | Czteroczęściowa budowla buleuterionu złożona ze stoi, dwóch skrzydeł z apsydami – północnym i południowym – oraz kolumnady (27 × 3 kolumny) łączącej trzy części, otwartej na wschód. Wejścia do skrzydeł od wschodu poprzez anty z trzema kolumnami doryckimi; skrzydła – dwunawowe hale z siedmioma kolumnami, oddzielone murem od dwóch pomieszczeń na krańcach z apsydami. Pomiędzy skrzydłami budynek na planie kwadratu. Buleuterion wznoszono stopniowo – skrzydło południowe powstało na pozostałościach z V w. p.n.e., północne datuje się na VI w. p.n.e. a stoa datowana jest na okres po trzęsieniu ziemi w 374 r. p.n.e. Siedziba senatu Elidy, którego członkowie byli odpowiedzialni za organizację igrzysk. Tutaj rejestrowano zawodników igrzysk, ogłaszano program zawodów i rozstrzygano spory podczas igrzysk. Według greckiego geografa Pauzaniasza tutaj zawodnicy składali przysięgę, że będą walczyć fair play a sędziowie, że będą rozstrzygać uczciwie i nie brać łapówek. |
| 32              |                             | Stoa południowa (proedria)                    | ok. 350 p.n.e.              | Dwunawowa stoa z dorycką kolumnadą zewnętrzną, otwartą na południe, i koryncką kolumnadą wewnętrzną. |
| 33              |                             | Willa Nerona                                  | ok. 50–70 65–57             | Dom mieszkalny z wieloma pokojami i wejściem od strony zachodniej. Nazwany willą Nerona od stempla cesarskiego Nerona NER. AVG. na ołowianej rurze instalacji wodnej. Inne źródła podają, że willa została wybudowana dla cesarza Nerona, który przybył do Olimpii oglądać igrzyska w 67 roku. |
| I–XII           |                             | Skarbce                                       | VII–V w. p.n.e.             | Skarbce różnych miast greckich zlokalizowane są u stóp wzgórza Kronos, wznoszone w wiekach XVII–V p.n.e. na tarasie rozciągającym się od nimfajonu do stadionu. W IV w. p.n.e. zbudowano schody prowadzące z tarasy do Altisu. Budynki skarbców miały formę małych świątyń z jednym pomieszczeniem i portykiem zamkniętym antami. W ich wnętrzu przechowywano cenne wota dla Zeusa. Skarbce miały tu następujące miasta: Sikion, Syrakuzy, Epidamnos, Byzantion, Sybaris, Cyrena, Selinunt, Metapontum, Megara i Gela, ale jedynie pięć zidentyfikowano z całkowitą pewnością: skarbiec numer I – Sikionu (ok. 559 p.n.e.), skarbiec numer IX – Selinunt (ok. 550–525 p.n.e.), skarbiec numer X – Metapontum (ok. 575 p.n.e.), skarbiec numer XI – Megary (ok. 525 p.n.e.) i skarbiec numer XII – Geli (ok. 575–550 p.n.e.). |

Artefakty znalezione w Olimpii prezentowane są w dwóch muzeach:
- Muzeum Archeologicznym – zbiory obejmują m.in. posągi: Hermes z małym Dionizosem i Nike z Olimpii[63].
- Muzeum Historii Starożytnych Igrzysk Olimpijskich – zbiory obejmują również artefakty związane ze starożytnym sportem znalezione w innych miejscach w Grecji[64].

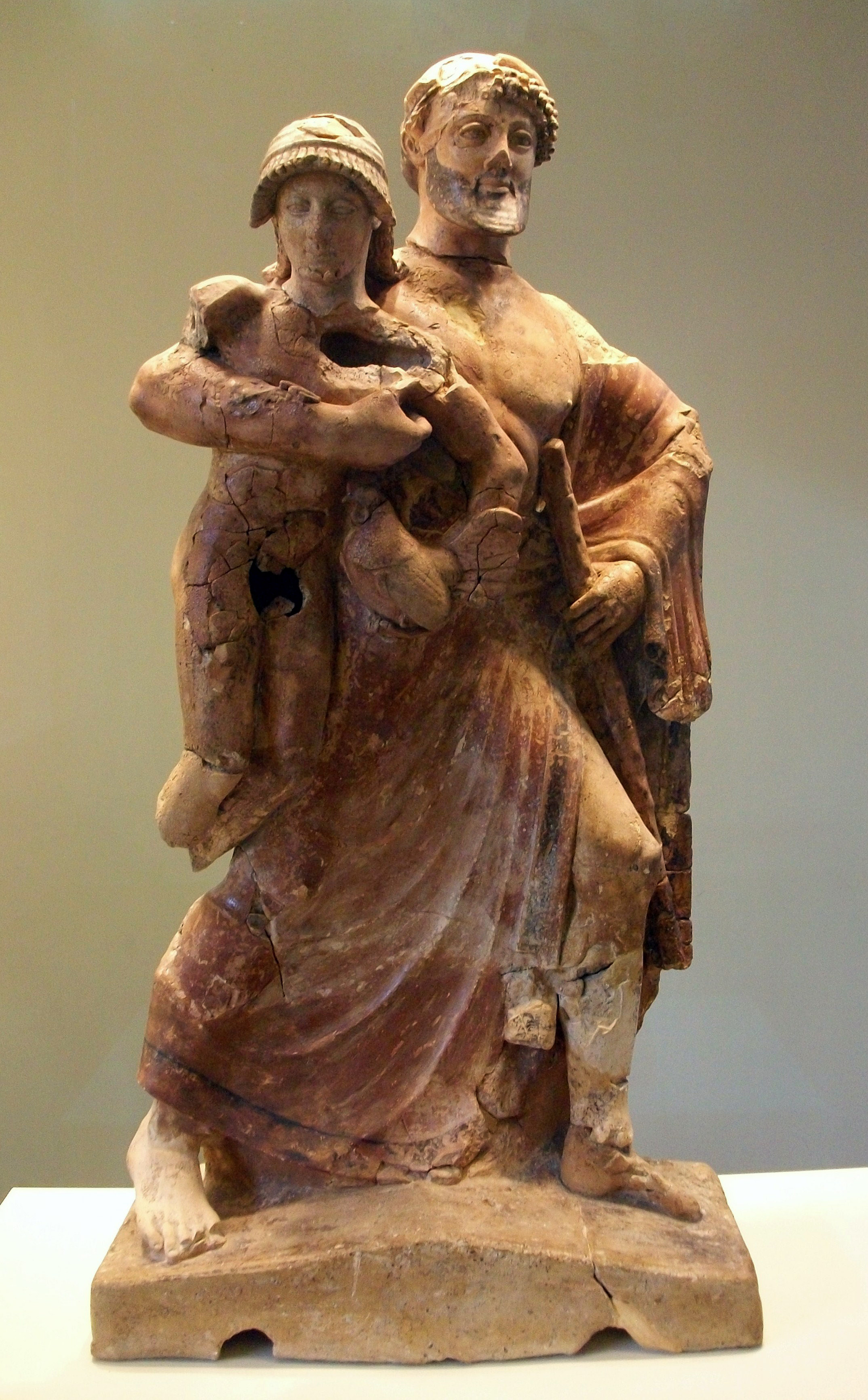
Zeus i Ganimedes, Muzeum Archeologiczne w Olimpii
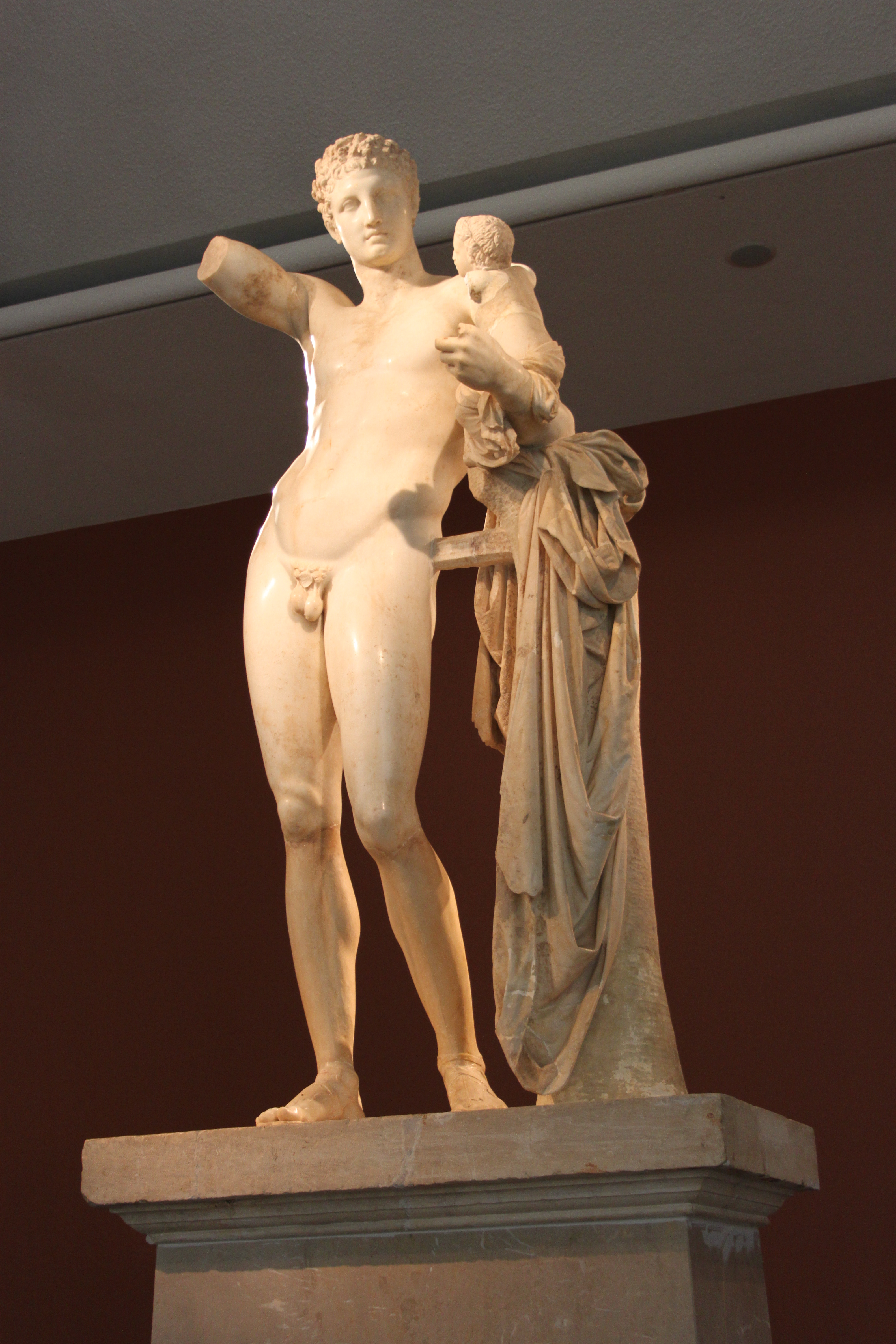
Hermes z małym Dionizosem, Muzeum Archeologiczne w Olimpii
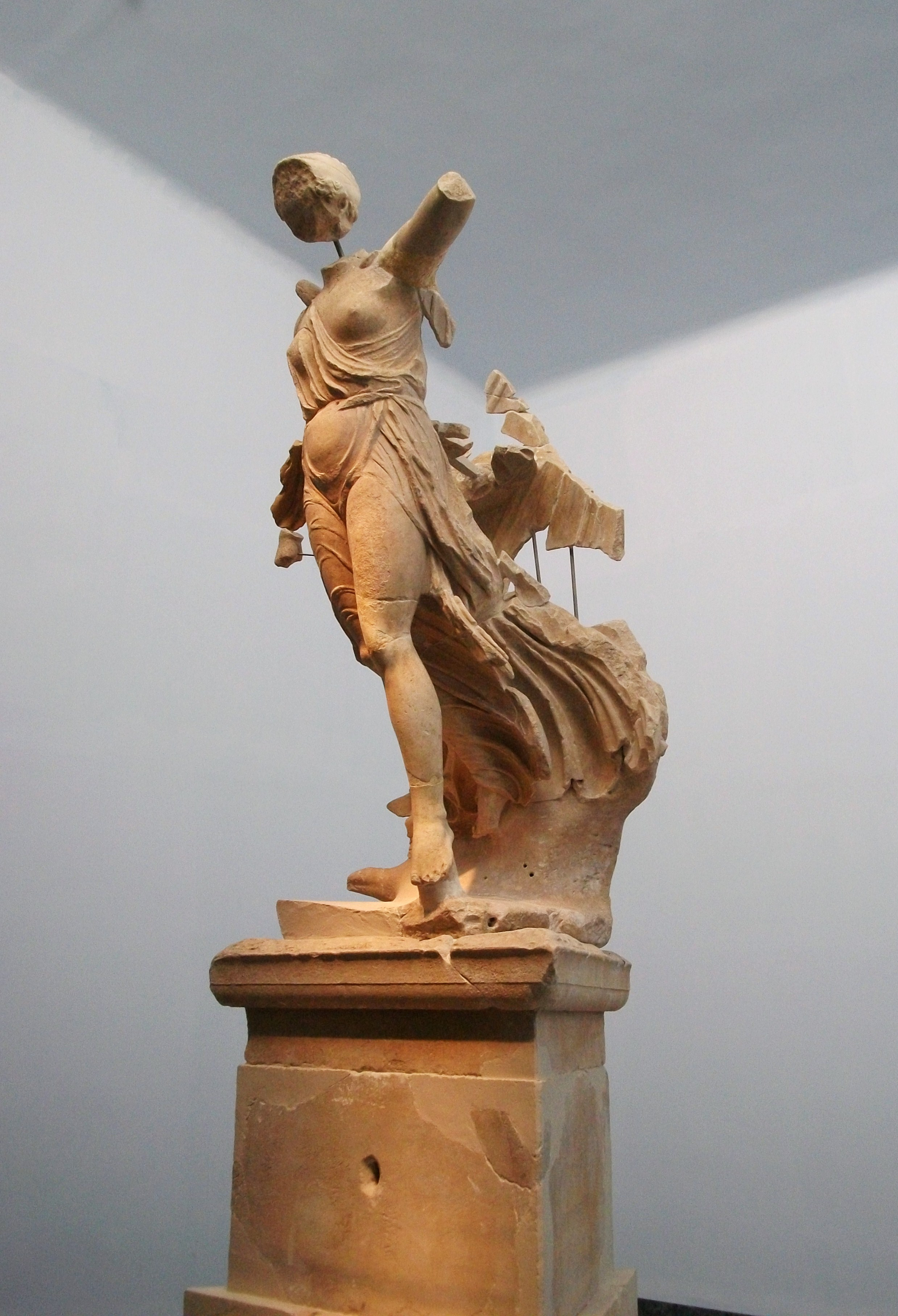
Nike z Olimpii, Muzeum Archeologiczne w Olimpii
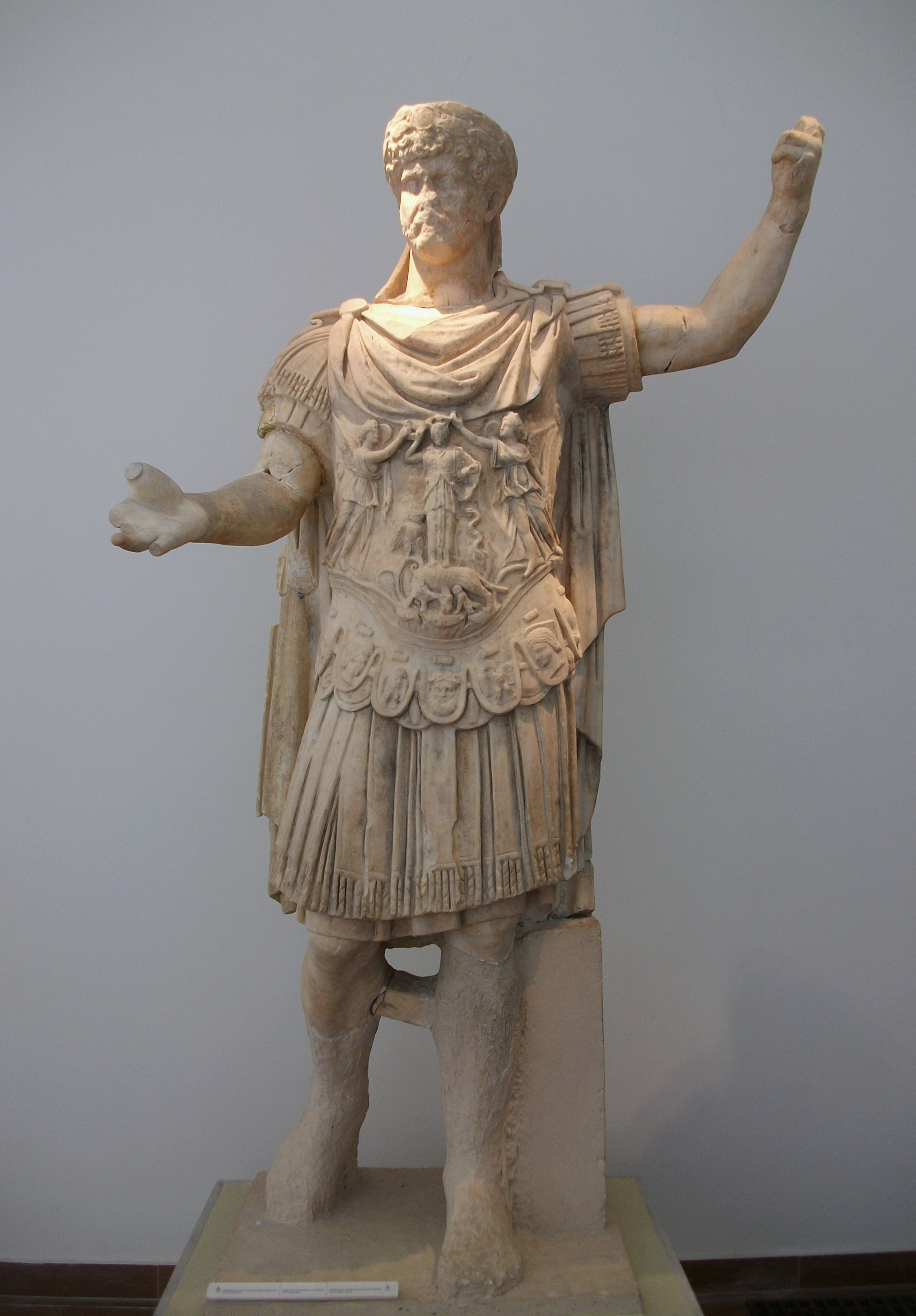
Posąg Hadriana, Muzeum Archeologiczne w Olimpii

## Tradycje olimpijskie
Od 1936 roku płomień olimpijski, który płonie podczas nowożytnych igrzysk olimpijskich, zapalany jest za pomocą promieni słonecznych skupionych przez paraboliczne zwierciadło na stadionie w Olimpii. Stamtąd jest on przenoszony przez olimpijską sztafetę do miejsca rozgrywania igrzysk w danym roku. Zwyczaj ten został zapoczątkowany przed Letnimi Igrzyskami Olimpijskimi w Berlinie w 1936 roku z inicjatywy niemieckiego działacza sportowego Carla Diema (1882–1962).

## Miasta partnerskie
- Antibes, Francja
- Großostheim, Niemcy
- Atlanta, Stany Zjednoczone
- Olympia, Stany Zjednoczone
- Lagos, Nigeria